# Verzorgingsplaats Novara
De Verzorgingsplaats Novara is een verzorgingsplaats in Italië langs de A4 tussen Milaan en Novara.
De verzorgingsplaats is geopend in 1947 toen de plaatselijke koekjesfabriek, Pavesi, een verkooppunt opende langs de autostrada tussen Milaan en Turijn. In 1949 werd dit vervangen door een volwaardig wegrestaurant ontworpen door de architect Bianchetti. De autostrada tussen Milaan en Turijn werd geopend op 25 oktober 1932. De weg was driestrooks uitgevoerd waarbij de middelste rijstrook diende voor inhalend verkeer.
Door de toename van het verkeer in de jaren 50 werd besloten tot ombouw van de A4 tot een autosnelweg met gescheiden rijbanen. Het wegrestaurant moest voor automobilisten uit beide richtingen toegankelijk blijven en Pavesi gaf Bianchetti opdracht een vervangend restaurant te ontwerpen. Bianchetti, die ook het eerste Europese brugrestaurant te Arda had ontworpen, ontwierp voor Novara een nog groter brugrestaurant. Het brugrestaurant is 85 meter lang en 14 meter breed, met een overspanning van 38 meter over de autostrada. Op het dak van het restaurant werd in het midden een magazijnruimte geplaatst en op de beide uiteinden van de brug was een dakterras voorzien. De bezoekers bereiken het restaurant via een roltrap vanuit de toegangshal bij de parkeerplaats. In 1962 verving het brugrestaurant het wegrestaurant uit 1949, waarmee ook de verzorgingsplaats werd verplaatst naar de huidige locatie, 1400 m ten oosten van de oorspronkelijke locatie. Het ontwerp werd vrijwel gekopieerd in Osio waar eveneens een nieuwe vestiging kwam in verband met de ombouw van de autostrada. In 1977 is nog een studie verricht om op het magazijn nog een moteletage te bouwen, dit is echter niet uitgevoerd. Pavesi is onderdeel van de keten Autogrill. In 2002 werd begonnen met de aanleg van de hogesnelheidslijn tussen Turijn en Milaan parallel aan de A4. Het tracé liep over de zuidelijke parkeerplaats voor vrachtauto's en het tankstation, deze zijn beide verplaatst in oostelijke richting. Het terrein aan de zuidkant is een stuk smaller geworden en het tankstation voor de richting Milaan ligt nu dan ook een flink stuk van het restaurant bij het oostelijke uiteinde.